# Papež Celestin III.
Papež Celestin III. (latinsko Caelestinus III, italijansko Celestino III, angleško Celestine III), rojen kot Giacinto Bobone  iz plemenite družine Orsini; papež katoliške Cerkve; * 1106, Rim (Papeška država, Sveto rimsko cesarstvo); † 8. januar 1198 Rim (Papeška država, Sveto rimsko cesarstvo).

## Življenjepis
Celestin III. se je rodil očetu Petru Boboneju (Pietro Bobone) kot Hiacint (latinsko Hyachinthus, italijansko Giacinto Bobone ali Bobo), iz plemenite rodbine Orsinijevih v Rimu leta 1106.   Imenovali so ga tudi Giacinto Boccardi.  
Kot mladenič je vstopil v cerkveno službo.
Leta 1126 je postal subdiakon lateranske bazilike in »prior subdiaconorum« med regularnimi kanoniki, ki so se držali pravila sv. Fredijana Luškega. Bil je Abelardov učenec in je študiral filozofijo in teologijo skupaj z Arnoldom Breškim  ter Gvidom de Castellom . 
Skupaj z Arnoldom je branil svojega učitelja na koncilu v Sensu 1140 zoper očitke Bernarda iz Clairvauxa; končno pa so nekateri njegovi nauki bili obsojeni, kakor tudi Arnoldovi. Abelard se je podvrgel cerkveni sodbi, Arnold pa ne. 

### Kardinal
Guido de Castello je leta 1143 postal papež in je naslednje leto, 1144, imenoval svojega nekdanjega sošolca za kardinala-diakona pri Santa Maria in Cosmedin (grška šola; 1144-1191). Za časa njegovega kardinalovanja so obrtniki družine Cosmati uspeli z njegovo pomočjo postaviti krasen marmornat tlak in s kipi okrasili cerkev.
Ker je bil izvedenec za španščino, je bil v dveh obdobjih (1154–55) in (1172–75) kot papeški legat v Španiji: najprej ga je tja poslal papež Anastazij IV. 1154, da bi pridigal križarsko vojno proti Saracenom ter dosegel spravo med knezi in škofi, ter uredil duhovniško disciplino. Po zboru v Besançonu 1157, ko je izbruhnil spor med cesarjem Friderikom Barbarossom in papežem Hadrijanom IV., ga je papež poslal na cesarjev dvor zaradi posredovanja pri doseganju nekakšnega sporazuma. 1161-1165 je sledil papežu Aleksandru pri begunstvu v Francijo, kar ga je prepričalo, da je s francoskim kraljestvom treba sodelovati. Hiacintu pripisujejo največ zaslug za beneški sporazum med cesarjem in papežem leta 1177.  

#### Konklave
Za časa svojega kardinalovanja je Hiacint Bobone sodeloval pri naslednjih konklavah:
- 1144, ko je bil izvoljen papež Lucij II.
- 1145, ko je bil izvoljen papež Evgen III.
- 1153, ko je bil izvoljen papež Anastazij IV.
- 1154, ko je bil izvoljen papež Hadrijan IV.
- 1159, ko je bil izvoljen papež Aleksander III.
- 1181, ko je bil izvoljen papež Lucij III.
- 1185, ko je bil izvoljen papež Urban III.
- prve konklave 1187, ko je bil izvoljen papež Gregor VIII.
- druge konklave 1187, ko je bil izvoljen papež Klemen III.
- konklave in papeške volitve 1191, ko je bil izvoljen za papeža on sam.

## Papež
Pri volitvah je bilo v konklavu navzočih 28 kardinalov. 
Za papeža so ga izvolili 30. marca že starega 85 let takoj nato, ko je 27. marca 1291 umrl Klemen III..
Za geslo si je vzel besede iz svetega pisma: Perfice gressus meos in semitis tuis! 
Njegova največja želja je bila, da bi se čim prej naselil v mestu apostolov in mučencev Peter in Pavel Rimu. Ker je bil le kardinal-diakon, so ga 13. aprila, na Veliko soboto, posvetili za duhovnika, a na samo Veliko noč – naslednjega dne – za rimskega škofa. 

### Težave s cesarjem
Naslednjega dne  - na Velikonočni ponedeljek, 15. aprila 1291 - je papež kronal za svetorimskega cesarja Henrika VI. in njegovo ženo Konstanco. 
Rimljani so se jezili že na Lucija, ker ni dal porušiti mesta-tekmeca Tuskula, ki je zadnje čase bil na cesarjevi strani ter leglo nasprotovanja in Rimu in papeštvu. Papež Lucij je tokrat vzel mesto v svoje varstvo; kmalu pa ga je doletela žalostna usoda nekdanjega Jeruzalema, da »ni ostal kamen na kamnu« (Mt 24,2) in so ga popolnoma razdejali 17. aprila 1191 pod njegovim četrtim naslednikom papežem Celestinom III. 
Henrik VI. je torej prepustil na milost in nemilost Tuskul Rimljanom; hotel pa si je prisvojiti Normansko kraljestvo. 

#### Sicilskokraljestvo
Kljub slovesnim zagotovilom papežu ni odnehal od svojih vojaških pogromov ter se je odpravljal na novi pohod zoper sicilskega kralja Tankreda. 
Med Henrikovo vojsko je tedaj izbruhnila kuga in tudi cesar je zbolel. Njegovi sovražniki so ženo, ki jo je pustil v Salernu, izročili Tankredu, ki jo je pustil na svobodo šele po papeževem posredovanju. Medtem je izbruhnil upor v Nemčiji; ko ga je zadušil, je na grozovit način dal umoriti lieškega škofa Alberta in prodal njegovo škofijo za 3000 mark bonskemu nadproštu Lotarju. Riharda Levjesrčnega, ki se je vračal iz Svete dežele, je zajel avstrijski vojvoda Leopold. Henrik ga je pod pretvezo, da vojvoda ne more držati v ujetništvu kralja, prisilil k izročitvi; sedaj ga je pa on vrgel v ječo in šele po dobljeni velikanski odkupnini v zlatu pustil na prostost. 
Celestin je sklenil 1192 s Tankredom v Gravini sporazum, ki je dopuščal papežu – v zameno za priznanje, da je Viljem II. Tankredov prestolonaslednik – odpravo vseh cesarjevih privilegijev v notranjih cerkvenih zadevah; Tankred je priznal papežu svojo vazalsko podložnost. S tem je omogočil papeštvu večji vpliv na otok kot vsi dotedanji sicilski kralji. Od 1192 je papež pripravil »večni« seznam dajatev, ki jih dolguje Cerkvi, vse do 1195.  
Na Siciliji so se razmere usodno spremenile. V Palermu je 1194 umrl Tankredov najstarejši sin; očeta je izguba tako potrla, da je od žalosti kmalu umrl. Henrik je hitro zbral vojsko ter papežu Celestinu navkljub hitel osvajat otok, ki se mu je od presenečenja skoraj brez odpora vdal. 
Na Božič, 25. decembra 1194, se je Henrik lastnoročno slovesno okronal v Palermu s sicilsko krono. Naslednjega dne pa mu je Konstanca (1154-1198) podarila tako želenega naslednika in dediča - Friderika Rogerja, bodočega svetorimskega cesarja Friderika II. 
Kraljico-vdovo in njenega sina je prisilil k odstopu z možnostjo, da zadržita tarentsko vojvodino in leško grofijo. Kljub temu je pod pretvezo, da so kovali proti njemu zaroto, uvedel vojaško sodišče, ki je dalo poloviti, pobesiti, požgati in žive pokopati mnoge cerkevene dostojanstvenike, grofe in plemiče. Kraljico Sibilo s tremi hčerkami je dal zapreti v samostan, kraljeviča Viljema pa je dal oslepiti in skopiti; znesel se je celo nad Tankredovim truplom, s katerega je vzel krono. Ravno na dan tega krvoprelitja se mu je rodil edinec, Henrik. Ob tem je vzkliknil Raumer: »Zloslutno znamenje za ta naraščaj«. Papež je cesarju zaradi storjenih grozodejstev zagrozil s cerkvenimi kaznimi, vendar se Henrik zanje ni zmenil; z velikanskim plenom in preklinjan od milijonov se je hitro vrnil v Nemčijo. Papež je od njega sedaj zahteval, da mora v spravo za morje svojih grehov voditi križarsko vojno v Sveto deželo.
Henrik se je vtikal na Siciliji tudi v cerkvene zadeve in ni hotel plačevati kot vazal davka Papeški državi. To je pripeljalo odnose skoraj do popolnega poloma; temu se je Henrik VI. izognil s tem, da je 1195 sprejl križarski križ in se začel pripravljati na veliko križarsko vojno. Med tem je na Siciliji izbruhnila velika vstaja baronov, ki jo je Henrik z grozovito strogostjo zadušil. Kmalu potem, ko je križarsko ladjevje zaplulo v morje proti Akri, je cesar nenadoma umrl – komaj 32 let star – 28. septembra 1197 za vročino; po lovu ves razgret je namreč popil hladno pijačo in se na smrt prehladil. Po drugih virih pa ga je zastrupila lastna žena, do katere je bil baje podobno nasilen kot do drugih ljudi.
Cesarjevemu poskusu, da bi združil sicilsko kraljestvo s Svetorimskim cesarstvom, so močno nasprotovali v Nemčiji, zlasti škofje. Načrt za križarsko vojno so ugodneje sprejeli in so ga potrdili s sporazumom v Würzburgu marca 1196. Takrat so knezi tudi privolili, da naj postane nemška krona in cesarska čast nasledna, in na ta način neodvisna od papeža. Ko se je Henrik oboroževal za novo odpravo v Italijo, je nadaljeval svoja pogajanja s papežem; bilo je obilo snovi. Celestinova pisma bizantinskemu cesarju Alekseju  so prestregli Henrikovi vohuni; cesarjev brat Filip je povzročil več nasilnih dejanj v Italiji; in samo Henrikovo odpravo na Sicilijo je gledala kurija kot hudodelstvo. 
Poleti 1196 se je Henrik odpravil na zadnji uničevalni pohod v Italijo. Nekaj tednov je prebil blizu Tivolija v pogajanjih s papežem glede maziljenja mladega Friderika za kralja, vendar ni dosegel ničesar – in cesar se je preselil na Sicilijo. Njegova zadnja doživetja lahko razumemo kot maščevanje za njegove strašne krutosti. Zoper njega so sklenili zaroto, v kateri je sodelovala njegova lastna žena – po nekaterih mnenjih tudi papež – in iz katere je komaj ušel. Mladega Friderika je poslal v oskrbo svojemu bratu Filipu, ki naj bi ga kronal tam, vendar je umrl še pred njihovim prihodom 28. septembra 1197. Ker je bil še vedno pod izobčenjem, je nadškof Messine odšel v Rim, da bi dobil dovoljenje za njegov pokop. Papež ga je dal pod pogojem, da bo Rihardu Levjesrčnemu vrnil denar za odkupnino. Friderikovo kronanje pa je papež pogojeval s privolitvijo kardinalov. Cesarica je morala priseči, da je Friderik res zakoniti sin cesrja in nje same; za kardinalsko privolitev je morala plačati papežu in kardinalskemu zboru tisoč srebrnih mark. Po cesarjevi smrti sta je velik del Toskane in Sicilsko kraljestvo vrnila pod papeško okrilje. 

### Obramba zakona
Celestin je kljub svoji visoki starosti pokazal veliko odločnost v odnosu do evropskih knezov, zlasti v obrambi veljavnosti poroke. Zahteval je od španskega kralja Alfonza Leonskega, da opusti namero, da si vzame za priležnico portugalsko princezo; odločno je zagovarjal veljavnost zakonske zveze francoskega kralja Filipa Avgusta z dansko princezo Ingeborgo, ki je zahteval razvezo, češ da zakon ni bil dovršen. Zadeva je bila rešena šele tedaj, ko je Celestinov naslednik Inocenc III. tudi tretjo kraljevo poroko z Agnezo Maranjsko – ko je bila prva žena še živa – razglasil za neveljavno ter 1199 izrekel interdikt nad Francijo. Šele takrat se je kralj vdal in se vrnil k prvi ženi ter ji priznal kraljevski naslov. 

### Dela
- »Documenta Catholica Omnia« (v latinščini). Pridobljeno 6. decembra 2011.

Med Celestinovimi z vero povezanimi dejanji naj omenimo, da je 1191 potrdil  pravila Nemškega viteškega reda (križnikov). 1192 je v Várad na južnem Ogrskem poslal kardinala Krescencija, da bi preiskal življenje in čudeže kralja Ladislava. K svetnikom je nato prištel kralja Ladislava, Ubalda Gubijskega, Malahija Armaškega  ter Bernvarda Hildesheimškega.
Papež Celestin III. je imenoval 11 kardinalov, ki so bili neoporečni in poslušni; med prejšnjimi namreč nekateri niso hoteli slediti njegovim navodilom. 
Papežu je veliko pomenilo, da je imel poleg sebe v pomoč Rimljana Cencija (Cencio), ki ga je on sam imenoval za kardinala-diakona di S. Lucia in Orphea. Bil je njegov cubicularius (upravnik, hišnik) v času kardinalovanja, od 1188 pa tudi kancler rimske Cerkve. Ko je pozneje postal papež Honorij, si je privzel tudi njegovo geslo. Skupaj sta preuredila papeške denarne zadeve. Na temelju starodavnih listin sta uredila seznam vseh cerkvenih dajatev: Liber censuum Ecclesiae Romanae; sestavila sta tudi pomembno listino "Catalogus sanctorum" (Seznam svetnikov).
Ta reforma je kmalu prinesla svoje sadove: poboljšalo se je finančno stanje v papeški upravi. O povečanosti dejavnosti kurije priča tudi okrog 1700 ohranjenih listin, kakor tudi okrog 500 zbranih okrožnic takratnih papežev. Od novembra 1194 je listine podpisoval kardinal-diakon Egidij od S. Nicola in Carcere Tulliano, ki je najbrž pripadal rodbini Pierleonijev; po tem datumu se je podpisoval Cencij, ki je imel velika pooblastila tudi kot papežev kamerarij in kancler. 
Pontifik je torej nadaljeval izgradnjo na starih temeljih, ter dodajal nove kamne za utrditev cerkvene stavbe. Bil je zelo pobožen človek, ves prevzet od dostojanstva svoje službe ter zelo usposobljen v zadevah kurije, njenih financ in pravic. 

## Smrt
Celestin ni dolgo preživel cesarja. Zadnja bolezen ga je napadla že pred Božičem. Takrat je sklical kardinale na posvetovanje glede njegovega predloga, da se odpove papeštvu, če izvolijo za njegovega naslednika kardinala Janeza Colonna od sv. Pavla; vendar so oni zavrnili njegov predlog, in tako je umrl v Rimu, 8. januarja 1198. 
Pokopan je v Lateranu 
V velikem požaru 1308 je za njegovo grobnico izginila vsaka sled. 

### Ocena
- Bil je pristojen teolog, sposoben diplomat in dober upravnik. Njegovo ravnanje je bilo ključnega pomena v boju med Svetorimskim cesarstvom in papeštvom. [34]

- Ko pa je Henrik VI. dal umoriti lieškega škofa Alberta Luvenskega (Alberto di Lovanio) si papež Celestin ni upal oporekati; ko je zopet Henrik dal ujeti angleškega kralja Riharda Levjesrčnega in ga prisilil, da se je moral odkupiti z ogromno vsoto zlatnikov, papež zopet ni uporabil orožja izobčenja zoper cesarja: pravijo, da iz strahu. [35]

- Odnosi med cesarjem in papežem so bili stalno napeti, ker ni hotel nobeden popustiti pred zahtevami drugega; oba pa sta potrebovala drug drugega za dosego svojih lastnih načrtov. [36]

- Celestinova pomirljiva in popustljiva politika do Henrika verjetno ni bila toliko posledica starostne oslabelosti, kot so menili nekdaj, ampak bržkone posledica zmernosti in potrpežljivosti. [37]

- Henrikova smrt je razmerje med papeštvom in cesarstvom čisto preobrnila: papeštvo je bilo rešeno nevarnosti, nasilnega Štavfovca. Njegovi načrti o vzpostavitvi svetovnega gospostva so se že zdeli tik pred zdajci – sedaj so pa postali popolnoma nepomembni in nemogoči. Edini pravi naslednik cesarja Henrika VI. je bil – po Rankejevih [38]besedah - papež Inocenc III. .[26]